# Jeszenszky Iván
Jeszenszky Iván (Szeged, 1945. május 18. –) magyar író.

## Életrajza
1952-ben családjával együtt deportálták Ebesre – a 12 hortobágyi zárt kényszermunkatábor egyikébe –, ahol édesanyja sajnálatos módon öngyilkosságot követett el. 1955-ben családjával kiutasították Magyarországról és áttoloncolták az akkori Jugoszláviába. 1965-ben politikai üldözöttként menekülniük kellett és végül Svájcban kötöttek ki, ahol édesapja 1985-ben meghalt. 1999-ben feleségével és három gyermekével visszatelepült Magyarországra, ahol az ALTERRA Svájci-Magyar Kiadó Kft. alapítója és vezetője lett.

## Tevékenysége a volt kitelepítettek érdekében
Dokumentumok felkutatása levéltárakban, rendszeres előadások középiskolákban, egyetemeken, községekben, TV- és rádióműsorokban stb., emlékművek felállítása (legutóbb 2007. október 13-án – XVI. Benedek pápa áldásával – Ebesen, az 1945 és 1953 között az ország összes munkatáborában meghalt valamennyi áldozat tiszteletére, ahol Sólyom László államelnök, valamint Tempfli József püspök voltak a díszvendégei). Úgyszintén a kitelepítésekkel kapcsolatosan az ebesi Széchényi Ferenc Tájmúzeum keretén belül állandó, egyedülálló kiállítás szervezője és alapítója (az interneten is megtekinthető), melyet t.k. iskolák is rendszeresen látogatnak rendhagyó történelem órák megtartása alkalmából. Ebes első templomának egyik alapítója, támogatója, jótékonysági koncertek szervezője, t.k. a Kitelepítettek c. dokumentumregény szerzője, melyet 2000-ben az akkori oktatási miniszter, Pokorni Zoltán középiskolai ajánlott olvasmánnyá nyilvánított.
Kitüntetések: 2006 –  POFOSZ  (Magyar Politikai  Foglyok Szövetsége)
                         2007 – A Magyar Köztársaság Elnökétől, Sólyom László Elnöktől – Ezüst érem
                         2011 – "Pro Villa" (Ebes Községért) kitüntetés arany fokozata

## Főbb művei
- Kitelepítettek. Dokumentumregény; Littera Nova, Bp., 1995 (Kronosz könyvek) ISBN 9639032646
  - Kitelepítettek a Magyar Elektronikus Könyvtárban
- Aranylövés; Alterra, Bp., 1998 (Mimikrimi könyvek)
- Az igazi Callas. Monodráma; Alterra, Bp., 2009 
  - Az igazi Callas a MEK-ben
- Jeszenszky-krónika, 1818-1900. Egy mezővárosi kisnemes és emlékezései a XIX. századból; sajtó alá rend., jegyz., utószó Dobszay Tamás, szerk. Jeszenszky Iván; Alterra, Bp., 2010
  - Jeszenszky-krónika a MEK-ben
- Hulla hopp avagy A nagy párizsi tolvajtánc; Alterra, Bp., 1996 (Mimikrimi könyvek)

## További információ
- Kép és életrajz

## Kapcsolódó szócikk
- Jeszenszky család